# Polsat Futbol
Polsat Futbol – polska stacja telewizyjna o profilu sportowym, należąca do Telewizji Polsat, dostępna na platformie Cyfrowy Polsat (pod nr 22), uruchomiona 17 września 2009, jako pierwszy w Polsce kanał telewizyjny w całości poświęcony piłce nożnej.
Współpracowali z nią m.in.: Mateusz Borek, Roman Kołtoń, Bożydar Iwanow, Paweł Wójcik, Przemysław Pełka, Andrzej Janisz, Tomasz Kowalczyk, Robert Noga.
Podczas transmisji meczów Ligi Mistrzów UEFA, Ligi Europy UEFA, ligowych oraz pucharowych stacja uruchamiała specjalne serwisy, aby móc równolegle transmitować „na żywo” kilka spotkań.
W nocy z 31 maja na 1 czerwca 2012 kanał zakończył nadawanie. Przyczyną zakończenia nadawania była utrata przez Polsat praw transmisyjnych do Ligi Mistrzów UEFA i Ligi Europy UEFA wraz z zakończeniem sezonu 2011/12. Transmisje rozgrywek piłkarskich zostały przeniesione do pozostałych anten sportowych Polsatu, w tym mecze Ekstraklasy, które od rundy wiosennej sezonu 2011/12 były transmitowane na antenie Polsatu Sport Extra. Polsat Futbol został zastąpiony kanałem Polsat Sport Extra HD.

## Transmisje
- Liga Europy UEFA
- Liga Mistrzów UEFA (retransmisje)
- Ekstraklasa (sezon 2011/12)
- Serie A
- Eredivisie
- Scottish Premier League
- Premier-liha
- Priemjer-Liga
- Premier League (kanały klubowe)
- Primera División (kanały klubowe)
- Puchar Francji
- Puchar Niemiec
- Puchar Włoch
- Puchar Holandii
- Puchar Szkocji
- Puchar Turcji
- Puchar Ukrainy
- Puchar Anglii (kanały klubowe)
- Puchar Króla (kanały klubowe)
- Eliminacje do MŚ 2010
- Eliminacje do Euro 2012
- Mecze towarzyskie

## Programy
- Cafe Futbol − magazyn emitowany od 9 września 2007[3], w którym eksperci omawiają wydarzenia ze świata piłki nożnej z minionego tygodnia
- Gol − bramki i najciekawsze akcje meczów w najlepszych ligach europejskich
- Kulisy Sportu − magazyn o przygotowaniach drużyn narodowych i klubów do meczów oraz rozmowy z piłkarzami, działaczami i trenerami
- Magazyny piłkarskie lig zagranicznych: rosyjskiej, angielskiej, holenderskiej, hiszpańskiej i ukraińskiej, a także wywiady z piłkarzami
- Magazyny piłkarskie pucharów: Holandii, Anglii, Hiszpanii, Ukrainy, Turcji, Włoch i Szkocji, a także wywiady z piłkarzami

## Kanały klubowe
- FC Liverpool TV
- Chelsea TV
- Manchester City TV
- Barça TV
- Ajax TV
- Bayern TV

## Logo
| 17 września 2009 − 31 maja 2012 | Logo kanału nawiązuje do znaków graficznych kanałów Polsat Sport, Polsat Sport Extra i Polsat Sport HD. Buduje go szary napis Polsat, poniżej większy niebieski napis „Futbol” (specyficzna czcionka) oraz czerwone kółko. | Polsat Futbol Logo |